# Racewo
Racewo – wieś w Polsce położona w województwie podlaskim, w powiecie sokólskim, w gminie Sidra.
Wieś leśnictwa sokólskiego w ekonomii grodzieńskiej w drugiej połowie XVII wieku. Wieś królewska ekonomii grodzieńskiej położona była w końcu XVIII wieku  w powiecie grodzieńskim województwa trockiego.
Wierni kościoła rzymskokatolickiego należą do parafii Przemienienia Pańskiego w Sokolanach.
We wsi jest przystanek kolejowy Racewo.

## Historia
We wrześniu 1933 roku mieszkaniec wsi Wincenty Bakun, orząc własny grunt pługiem w uroczysku "Dubok", natknął się na stary, gliniany garnek, który od siły uderzenia rozleciał się na kawałki. W garnku znajdowało się 2085 sztuk monet z lat 1623 i 1645. Bakun zawiadomił o znalezienu tego skarbu miejscowe władze policyjne, które przesłały monety do starostwa..
W latach 1954-1959 wieś była siedzibą gromady Racewo, po jej zniesieniu w gromadzie Sidra. W latach 1975–1998 miejscowość administracyjnie należała do województwa białostockiego.

## Społeczność
W spisie z 30 września 1921 roku wykazano we wsi 378 mieszkańców, z czego mężczyzn 172 a kobiet 206. Wyznania rzymskokatolickiego było 374 osób, prawosławnego natomiast 4 osoby. Wszyscy podali narodowość polską..
Urodził się tu Władysław Ignacy Zamoyski herbu Jelita ps. Cyk – hrabia, podporucznik, powstaniec warszawski.